# Begonia vareschii
Espèce
Begonia vareschii est une espèce de plantes de la famille des Begoniaceae.
L'espèce fait partie de la section Casparya.
Elle a été décrite en 1959 par Edgar Irmscher (1887-1968).
L'épithète spécifique vareschii rend hommage au botaniste autrichien Volkmar Vareschi (1906-1991) qui découvrit l'espèce en 1952.

## Répartition géographique
Cette espèce est originaire du pays suivant : Venezuela.